# David Stokes Brown
David Stokes Brown (Morales; 4 de enero de 1946) es un exfutbolista guatemalteco que jugaba como delantero. Es hermano menor de Henry Stokes.

## Trayectoria
Su debut fue en Comunicaciones cuando tenía 15 años, anotando los goles en la victoria de 2-0 ante Antigua Guatemala.
Posteriormente en 1966, lo fichó el Oro de la Primera División de México, club con que se quedó hasta 1968, marcando once goles en 43 partidos.
En este año, retornó a Comunicaciones, donde ganó  la Liga Nacional de 1968-69 y se quedó hasta la obtención del título de la Copa Fraternidad 1971. El Adler de la Primera División de El Salvador se hizo de sus servicios terminando la temporada y volvió a su país para jugar con varios equipos.

## Selección nacional
Al igual que Ignacio González, Rolando Valdez, Hugo Torres y Armando Melgar participó en el Torneo Juvenil de la Concacaf 1962, donde quedó subcampeón.
Más tarde, ya en la selección absoluta, estuvo en los Juegos Olímpicos de México 1968, anotando el gol de la victoria ante Checoslovaquia. Guatemala luego perdería contra Bulgaria y Hungría, las dos finalistas del torneo.

### Participaciones en Juegos Olímpicos
| Torneo                   | Sede   | Resultado        |
| ------------------------ | ------ | ---------------- |
| Juegos Olímpicos de 1968 | México | Cuartos de final |

## Clubes
| Club                | País        | Año       |
| ------------------- | ----------- | --------- |
| Comunicaciones      | Guatemala   | 1962-1966 |
| Oro                 | México      | 1966-1968 |
| Comunicaciones      | Guatemala   | 1968-1971 |
| Adler               | El Salvador | 1971      |
| Tipografía Nacional | Guatemala   | 1972      |
| JUCA                | Guatemala   | 1973      |
| Juventud Retalteca  | Guatemala   | 1973      |
| Zacapa              | Guatemala   | 1974      |
| JUCA                | Guatemala   | 1974-1976 |

## Palmarés

### Títulos nacionales
| Título        | Equipo         | País      | Año     |
| ------------- | -------------- | --------- | ------- |
| Liga Nacional | Comunicaciones | Guatemala | 1968-69 |

### Títulos internacionales
| Título                           | Equipo         | País      | Año  |
| -------------------------------- | -------------- | --------- | ---- |
| Copa Fraternidad Centroamericana | Comunicaciones | Guatemala | 1971 |